# Mettembert
Mettembert är en ort och kommun i distriktet Delémont i kantonen Jura, Schweiz. Kommunen har 112 invånare (2023).